# Чумаченко, Алексей Николаевич
Алексей Николаевич Чумаченко (род. 24 октября 1960 года, Оленовка) — советский и российский учёный и преподаватель. Ректор Саратовского национального исследовательского государственного университета имени Н. Г. Чернышевского (с 2013). Доктор географических наук (2001). Профессор.

## Биография
Алексей Николаевич Чумаченко родился 24 октября 1960 года в селе Еленовка Перевальского района Ворошиловградской области Украинской ССР. В 1978 году окончил среднюю школу, затем два года служил в армии.
В 1986 году окончил кафедру картографии и геоинформатики географического факультета Московского государственного университета. В 1990 году защитил кандидатскую диссертацию на тему «Автоматизированное создание карт природы по результатам интерпретации сканерных космических изображений».
С 1991 по 1993 год Алексей Николаевич работал старшим преподавателем кафедры геоморфологии и геоэкологии СГУ, а с 1993 по 2001 год был доцентом той же кафедры. В 2001 году защитил докторскую диссертацию на тему «Эколого-географическое картографирование городов».
С 2001 по 2013 год Чумаченко был заведующим кафедрой геоморфологии и геоэкологии. С 2003 по 2011 год также являлся деканом географического факультета. С 2011 по 2013 год работал проректором по инновационной деятельности. В 2013 году стал ректором университета.
Член экспертной комиссии попечительского совета Русского географического общества.

## Санкции
6 марта 2022 года после вторжения России на Украину подписал письмо в поддержу российской агрессии. С 9 июня 2022 года находится под персональными санкциями Украины за поддержку войны. Также был внесён ФБК в список коррупционеров и разжигателей войны за поддержку нападения на Украину, 16 марта 2022 года форумом свободной России внесён в «Список Путина» и доклад «поджигателей войны» с предложением введения против него международных санкций.

## Семья
Женат, трое детей.

## Научные публикации
Монографии
- Жуков В. Т., Новаковский Б. А., Чумаченко А. Н. Компьютерное геоэкологическое картографирование. — Москва: Научный мир, 1999. — 128 с. ISBN 5-89176-060-6
- Макаров В. З., Новаковский Б. А., Чумаченко А. Н. Эколого-географическое картографирование городов. — Москва: Научный мир, 2002., — 163 с.
- Артемьев С. А., Еремин В. Н., Иванов А. В., Кононов В. А., Макаров В. З., Маликов А. Н., Молостовский Э. А., Пяткина Е. С., Тарасова Л. Г., Чумаченко А. Н. Саратов: комплексный геоэкологический анализ. — Саратов: СГУ, 2003. — 248 с.
- Макаров В. З., Чумаченко А. Н., Савинов В. А., Данилов В. А. Национальный парк «Хвалынский»: ландшафтные исследования и географическая информационная система. — Саратов, СГУ, 2006 г. 172 с.
- Кислов А. В., Евстигнеев В. М., Малхазова С. М., Соколихина Н. Н., Суркова Г. В., Торопов П. А., Чернышев А. В., Чумаченко А. Н. Прогноз климатической ресурсообеспеченности Восточно-европейской равнины в условиях потепления XXI века. — Москва: МАКС Пресс, 2008. — 292 с.
- Чумаченко А. Н., Молочко А. В., Макаров В. З. Геоэкологический риск-анализ нефтяных месторождений Саратовской области с применением ГИС-технологий. — Саратов: СГУ, 2017. — 100 с. ISBN 978-5-292-04436-9